# Uroplatus giganteus
Uroplatus giganteus là một loài thằn lằn trong họ Gekkonidae. Loài này được Glaw, Kosuch, Henkel, Sound & Böhme mô tả khoa học đầu tiên năm 2006.